# Hesperophanes andresi
Hesperophanes andresi là một loài bọ cánh cứng trong họ Cerambycidae.